# Ivan Zammit
Ivan Zammit (La Valletta, 17 marzo 1972) è un ex calciatore maltese, di ruolo centrocampista.

## Carriera

### Club
Ha giocato nella massima serie del campionato maltese con diverse squadre.

### Nazionale
Ha collezionato 21 presenze con la propria Nazionale, giocandoci dal 1995 al 1998.